# Lijst van composities van Jacques Reuland
De tabel hieronder is een lijst van composities van Jacques Reuland.
| titel | bezetting                                                                                  | jaar      | opmerkingen |  |
| --- | ------------------------------------------------------------------------------------------ | --------- | --- |  |
| Ter felicitatie | piano                                                                                      | 1948      | aan F.B. Hernamt |  |
| Passacaglia voor orgel                                                                                               | orgel                                                                                      | 1949      | |  |
| Op het schoon zingen van Juffer Appolona                                                                             | koor (4 st.)                                                                               | 1952      | Aan Wouter de Rooy en het Almelo's Kamerkoor |  |
| Cantate voor Pasen : (voor ongelijke stemmen met orkestbegeleiding)                                                  | koor (4 st.), orkest                                                                       | 1953      | |  |
| Job: voor mannenkoor met begelding van koperinstrumenten : gedicht van H. de Bruin                                   | mannenkoor, 3 trompetten, 2 hoorns, 3 trombones                                            | 1954      | Aan Wouter de Rooy in vriendschap opgedragen. Almelo, maart 1954 |  |
| Te deum laudamus : voor ongelijke stemmen met orgelbegeleiding                                                       | koor (4 st.), orgel                                                                        | 1954      | Voor Wouter de Rooy |  |
| Concertino voor clarinet en orkest                                                                                   | klarinet, orkest                                                                           | 1955      | |  |
| Partita : voor blaaskwintet                                                                                          | fluit, hobo, klarinet, hoorn, fagot                                                        | 1955      | Voor mijn goede vrienden van het Overijssels Philharmonisch Orkest met dank voor de vele prettige repetities |  |
| Partita over de melodie van Gezang 19 : voor orgel                                                                   | orgel                                                                                      | 1955      | |  |
| Preludium à trè voci super Psalmus 130 : per organo                                                                  | orgel                                                                                      | 1955      | |  |
| The 147th psalm | bariton, orkest                                                                            | 1956      | |  |
| Chinese gedichten van Li T'ai Pe (vertaling Klabund) : voor zangstem met klavierbegeleiding                          | zangstem, piano                                                                            | 1956      | |  |
| Complainte : voor mannenkoor met begeleiding van blaaskwintet en piano. Op tekst van J. Slauerhoff                   | mannenkoor (4 st.), fluit, hobo, klarinet, fagot, hoorn, piano                             | 1956      | Voor Jos Vranken en Rotte's Mannenkoor |  |
| Vier Chinese soldatenliederen : voor mannekoor a capella (Duitse vertaling van Klabund) : partituur I + III          | mannenkoor (4 st.)                                                                         | 1956      | Chinesisches Soldatenlied (Schi-king), 4. Waffenspruch (Tsuï-tao) |  |
| Nausicaä : cantate voor vrouwenkoor sopraan en tenorsolo met begeleiding van fluit, hobo, hoorn en fagot             | sopraan, tenor, vrouwenkoor, fluit, hobo, hoorn, fagot                                     | 1957      | tekst Tera de Marez Oyens-Wansink. Opgedragen aan Ans de Rook-van Leeuwen. |  |
| Jeruzalem : gezang 127 voor mannenkoor met orkestbegeleiding                                                         | mannenkoor (4 st.), orkest                                                                 | 1958      | voor het Almelo's Christelijk Mannenkoor ter gelegenheid van het 40-jarig jubileum. |  |
| Le Chant de Marie: pour choeur de femmes et orchestre à cordes                                                       | vrouwenkoor en strijkorkest                                                                | 1959      | À madame Ank de Rock-van Leeuwen, Musiciennes Neerlandais, amie très chèrie |  |
| Deux psaumes : pour chant et orchestre à cordes                                                                      | alt, strijkorkest                                                                          | 1958      | Révision decembre 1959. (Psalm 61 en 100) |  |
| Concertino voor fluit en strijkorkest                                                                                | fluit, strijkorkest                                                                        | 1959      | |  |
| Iocundemur socii : mannenkoor                                                                                        | mannenkoor, blaasorkest, slagwerk en orgel                                                 | 1959      | |  |
| Miniaturen | fluit, viool, cello, piano                                                                 | 1959      | |  |
| De Kinderkruistocht: (M. Nijhoff) voor mannenkoor, jongenskoor, sopraan solo, alt-solo en orkestbegeleiding          | sopraan, alt, jongenskoor, mannenkoor, piano (i.p.v. orkest)                               | 1960      | Gecomponeerd in opdracht van het "Koninklijk Hengelo's Mannenkoor" en aan dit koor en zijn voorzitter Adam Witteveen in hartelijke vriendschap opgedragen |  |
| Aforismen: piano-solo                                                                                                | piano                                                                                      | 1961      | Voor Ber Joosen |  |
| Caractères pour le piano, pour ma femme                                                                              | piano                                                                                      | 1964      | Dediée à M. Ber Joosen |  |
| Concertino voor fluit en piano                                                                                       | fluit, piano                                                                               | 1964      | Voor Piet Reyns en Ber Joosen |  |
| Simus hic sedentes: voor mannenkoor a capella                                                                        | mannenkoor (4 st.)                                                                         | 1964      | |  |
| Deux poèmes (Guillaume Apollinaire) pour soprano et baryton avec accompagnement de piano                             | sopraan, bariton, piano                                                                    | 1965      | |  |
| Suite voor gitaar-solo                                                                                               | gitaar                                                                                     | 1964      | |  |
| Etudes voor harmonium of orgel                                                                                       | harmonium of orgel                                                                         | 1965      | Voor de harmonium en orgelklassen van E. van Helden en J. Spronk en J. Dragt (Stedelijk Muzieklyceum Zwolle) |  |
| Expressies: voor orkest                                                                                              | orkest                                                                                     | 1965      | |  |
| Sonatine 1965: voor piano                                                                                            | piano                                                                                      | 1965      | Voor Edy Mennes |  |
| Concertino voor 2 clarinetten, harp, pauken en strijkorkest                                                          | 2 klarinetten, harp, pauken, strijkorkest                                                  | 1966      | |  |
| Hymni mediaevales voor soli, gemengd koor en orkestbegeleiding                                                       | alt, tenor, koor (4 st.), fluit, hobo, fagot, 2 hoorns, 2 trompetten, pauken, strijkorkest | 1966      | |  |
| Les Malheurs de Jérusalem: voor gemengd koor, alt-solo en orkest                                                     | alt, koor (4 st.), orkest                                                                  | 1966      | |  |
| Mis voor 2 stemmen met orgelbegeleiding                                                                              | sopraan, alt, orgel                                                                        | 1966      | Voor de zusters van het R.K. St. Elisabeth Ziekenhuis met grote dankbaarheid opgedragen. (april 1966) |  |
| Missa simplex | vrouwenkoor met orgel                                                                      | 1966      | |  |
| Songs by Robert Burns                                                                                                | sopraan, piano                                                                             | 1966      | Opgedragen aan Phyllis Curtin |  |
| Psaume 27: pour choeur mixte                                                                                         | koor (4 st.)                                                                               | 1966      | Voor Zwols Madrigaalkoor. Herzien in 1986 |  |
| Diogenes | mannenkoor (4 st.)                                                                         | 1967      | |  |
| Five lyrics for mezzosoprano and piano                                                                               | mezzosopraan, piano                                                                        | 1967      | |  |
| Missa brevis | koor (4 st.)                                                                               | 1967      | Voor Wouter de Rooy en het Zwols Madrigaalkoor |  |
| Psalm 13 voor mannenkoor                                                                                             | mannenkoor (4 st.)                                                                         | 1967      | |  |
| De Impresario, | piano                                                                                      | 1968      | |  |
| Preludium | orgel                                                                                      | 1968      | |  |
| Solfèges | orgel                                                                                      | 1968      | |  |
| Het Verre land: cantate voor schoolkoor en schoolorkest                                                              | schoolkoor, schoolorkest                                                                   | 1968      | |  |
| Muziek voor 2 violen en cello                                                                                        | 2 violen, cello                                                                            | 1969      | |  |
| Quasi niente voor orkest                                                                                             | orkest                                                                                     | 1969-1970 | |  |
| Magnificat voor zangstem, fluit en piano                                                                             | alt of mezzo, fluit, piano                                                                 | 1971      | Opgedragen aan Elisabeth Cooymans, Piet Reyns en Ber Joosen |  |
| Psalm 130 voor gemengd koor en harmonie-orkest                                                                       | koor (4 st.), harmonieorkest                                                               | 1972      | gecomponeerd in opdracht van de S.O.N.M.O. |  |
| Psalmen-rondeel voor gemengd koor, 4 trompetten en orgel                                                             | 4 trompetten, koor (4 st.), orgel                                                          | 1972      | |  |
| Concertstuk voor accordeon-orkest                                                                                    | accordeonorkest                                                                            | 1973      | Gecomponeerd in opdracht van De Stichting werkgemeenschap van Nederlandse accordeon- en mondharmonica organisaties |  |
| Reflekties voor piano solo                                                                                           | piano                                                                                      | 1973      | voor Nelleke Geesink. |  |
| Lyric voor alt-mezzo en orkest                                                                                       | alt of mezzo, orkest                                                                       | 1973-74   | Toelichting componist: Er is gezocht naar een zo zuiver mogelijk verband tussen woord en toon. Daarbij is gebruik gemaakt van een summier klanken-materiaal, dusdanig gerangschikt en gehanteerd dat het kiemcel-karakter heeft. De nuancering is de consekwentie van de interpretatie (door de componist) van de stem achter de tekst. De vrouw zelf zingt de verzen die haar zijn toe-gedicht                    |  |
| Drie gedichten van JC Bloem                                                                                          | mannenkoor (4 st.)                                                                         | 1975      | |  |
| Requiem voor ongelijke stemmen en orgel                                                                              | koor (4 st.), orgel                                                                        | 1975      | |  |
| Gedichten van J.C. Bloem voor gemengd koor                                                                           | koor (4 st.)                                                                               | 1976      | Voor Ber Joosen en het Kamerkoor van het Twents Conservatorium |  |
| Kwartet, gedichten JC Bloem                                                                                          | koor (4-6 st.)                                                                             | 1977      | Gedichten: De gelatene, Voorjaar, Keats, Eerste lentedag |  |
| Cantique pour chant et orchestre                                                                                     | mezzosopraan, orkest                                                                       | 1978      | |  |
| Fünf Lieder für eine Singstimme und Orchester                                                                        | sopraan, orkest                                                                            | 1979      | Hanneke van Bork gewidmet |  |
| Bagatellen voor violoncello en paino                                                                                 | cello, piano                                                                               | 1980      | Voor Beitske Verhey |  |
| Elegia per organo | orgel                                                                                      | 1980      | In memoriam Wouter de Rooy ( overleden 27 augustus 1980) |  |
| Drei Lieder für Sopran, Klarinette, Bassethorn und Klavier                                                           | sopraan, klarinet, bassethoorn, piano                                                      | 1981      | Voor Wieke, Marja, Ton en Jeroen |  |
| Missa brevis for mixed choir                                                                                         | koor (4 st.)                                                                               | 1981      | |  |
| Drei Lieder für Sopran, Klarinette, Bassethorn und Klavier (Bearbeitung für Singstimme und Klavier sopraan)          | piano                                                                                      | 1983      | Die Stille Stadt, Du schlank und rein, Liebeslied |  |
| Strijkkwartet, varianten zonder tema                                                                                 | 2 violen, altviool, cello                                                                  | 1983      | Voor Andra en Bob van Woerden. Herzien in 1992 |  |
| Variazioni per violino e arpa (o pianoforte)                                                                         | viool en harp                                                                              | 1984      | Voor Maurits van den Berg jr. en Alex Bonnet |  |
| Dodekachordon varianten voor akkordeon-orkest                                                                        | accordeonorkest                                                                            | 1985      | |  |
| Stabat Mater per mezzo-sopraan, coro e orchestra                                                                     | mezzosopraan, koor (4 st.), orkest                                                         | 1985      | |  |
| A Portrait of love                                                                                                   | mezzosopraan en piano                                                                      | 1985/86   | |  |
| Drie gedichten voor sopraan en piano                                                                                 | sopraan en piano                                                                           | 1986      | |  |
| Enigmata | klarinet, cello, piano                                                                     | 1986      | Opgedragen aan het Wicordi Trio |  |
| Essercizi | piano                                                                                      | 1986      | Toelichting van de componist: Voor de zoveelste maal geboeid door de pianoklank onder de handen van een bijzonder musicus als Martijn van den Hoek ontstonden de Essercizi ... oefeningen in varianten van een reeks. Onorthodox ... geen twaalftoonsmuziek in de oorspronkelijke betekenis en leunend op een der fraaiste fenomenen, de drieklank met zijn uitbreidingen.                                         |  |
| Drie Psalmen voor koor a capella                                                                                     | koor (4 st.), vrouwenkoor (3 st.)                                                          | 1987      | Psalm 129 voor SATB, Psalm 23 voor SSA, Psalm 130 voor SATB |  |
| Variazioni per violino e pianoforte                                                                                  | viool, piano                                                                               | 1987      | Dit is een herziene versie van de in 1984 gecomponeerde Variazioni voor viool en harp |  |
| Maria drieluik voor gemengd koor en orgel                                                                            | koor (4 st.), orgel                                                                        | 1988      | Salve regina voor koor en orgel, Ave Maria voor koor, Ave regina caelorum voor koor en orgel |  |
| Te deum voor gemengd koor en orgel                                                                                   | koor (4 st.)en orgel                                                                       | 1988      | Voor het Overijssels Kamerkoor |  |
| Via mystica, per canto e organo                                                                                      | sopraan, orgel                                                                             | 1990      | Toelichting componist: Via mystica, de weg om tot eenheid met God te komen beschreven door Helene Nolthenius in haar boek "Een man uit het dal van Spoleto", Franciscus tussen zijn tijdgenoten. Instrumentatie voor hobo, klarinet, fagot, hoorn, harp, 2 violen, altviool, cello en contrabas in 2004. |  |
| Bacche, benevenias voor mannenkoor a capella                                                                         | mannenkoor (4 st.)                                                                         | 1991      | |  |
| Fantasia per organo                                                                                                  | orgel                                                                                      | 1991      | Voor Lucas Lindeboom |  |
| Monoloog voor clarinet solo                                                                                          | klarinet                                                                                   | 1991      | Opgedragen aan Rianne Wilschut. Toelichting componist: De compositie ontstond als een spontane reaktie (sic) op het spel van een jong conservatorium-talent. De monoloog speelt zich af rond een basisgedachte, die verankerd ligt in de intervallen van de eerste maat. De 'timing' is een van de belangrijkste voorwaarden tot interpretatie. Uitvoering kan zowel op Bes-clarinet als op A-clarinet geschieden. |  |
| Noël voor gemengd koor, sopraan-solo en harp                                                                         | sopraan, koor 4 (st.), harp                                                                | 1992      | Voor Bep Pierik |  |
| The Forsaken merman: scene for tenor and soprano with piano accompaniment, poem by Matthew Arnold                    | sopraan, tenor, piano                                                                      | 1993      | Opgedragen aan Diane Verdoodt en Ludwig Van Gijsegem |  |
| From the book of love: on poems by Robert Browning and Elizabeth Barrett Browning                                    | sopraan, tenor, piano                                                                      | 1993      | Opgedragen aan Diane Verdoodt en Ludwig Van Gijsegem. Gedichten: Meeting at night, A woman's last word, Inclusions |  |
| Percussionata: een luchtig divertimento voor slagwerk                                                                | zes slagwerkers                                                                            | 1994      | Voor het Euregio Slagwerk-ensemble |  |
| Three poems by Christina Rosetti for mezzo-soprano and piano                                                         | mezzosopraan, piano                                                                        | 1994/95   | voor Marion van den Akker. Gedichten: Remember, Echo en A pause |  |
| Fuji Dichtungen | sopraan, klarinet, piano                                                                   | 1995      | Opgedragen aan het Midas Ensemble. Instrumentatie 2001 |  |
| Monologue pour hautbois                                                                                              | hobo                                                                                       | 1995      | |  |
| Poèmes (Paul Gellings): chant et piano                                                                               | sopraan, piano                                                                             | 1995      | pour Bep et Harry. Gedichten: Hollande, Histoire I, Histoire II, Vie ambieuse, Poisson, Hote, Courtisane I, Courtisane II, Courtisane III, Courtisane IV en Courtisane V |  |
| Preludia per orchestra                                                                                               | orkest                                                                                     | 1995      | Voor het Zwolse Symfonieorkest en zijn dirigent Peter Liebregt. |  |
| Bassonata : kontrasten voor 3 fagotten en contrafagot                                                                | 3 fagotten, contrafagot                                                                    | 1996      | |  |
| Drie gedichten (Willem van Toorn)                                                                                    | sopraan, piano                                                                             | 1996      | Gedichten: I. Ik wilde zo graag dat gezeefde; II. Als kind de zomerochtend van het huis; III. Een vrouw gezien met een versteend gelaat |  |
| Gedicht für Singstimme und Klavier                                                                                   | zangstem, piano                                                                            | 1996      | Gedichten: Ein Winterabond, Verklärter Herbst en Geistliches Lied |  |
| Sonata per canto e percussione zangstem                                                                              | 5 slagwerkers                                                                              | 1996      | Naar een catilene van Jan Engelman (1900-1972) getiteld "Vera Janacopculos" |  |
| Vier gedichten (Paul Gellings)                                                                                       | zangstem, piano                                                                            | 1996      | Gedichten: Merwedeplein, Grafhek in Bergklooster, Amstelstation en Zorgvlied |  |
| In memoriam patris et matris voor a capella koor en sopraansolo 1997                                                 | sopraan, koor                                                                              | 1997      | De in de compositie verwerkte gedichten zijn: 1. de vertaling van Jean Pierre Rawie van een gedicht van de Roemeens dichter Michai Eminescu; 2. "Uber allen Gipfeln ist Ruh" van J.W. von Goethe; 3. "Mon rêve familier" van Paul Verlaine; 4. "Oktober" van Jean Pierre Rawie |  |
| Offrande lyrique: trois poèmes de Paul Verlaine pour mezzo-soprano et piano                                          | mezzosopraan, piano                                                                        | 1997      | Gedichten: Lassitude; A une femme; Donc ce sera par un clair jour d'été |  |
| Pièces brêves pour clarinette et piano klarinet                                                                      | piano                                                                                      | 1997      | Voor Gerard Zuyderhoff |  |
| Tre canzoni per baritono e pianoforte                                                                                | bariton, piano                                                                             | 1997      | Gedichten: Tu sei signora mia bella, L'infinito, Alla luna |  |
| Tre canzoni per tenore e pianoforte                                                                                  | tenor, piano                                                                               | 1997      | Voltooid in 1999 |  |
| Rilke-Lieder voor zangstem en piano                                                                                  | sopraan, piano                                                                             | 1998      | Gedichten: Herbsttag. Das Land ist licht. Lösch mir die Augen aus. Der Dichter. Immer wieder |  |
| Stabat Mater voor sopraan en tenorsolo, gemengd koor en orkest                                                       | sopraan, tenor, koor (4 st.), orkest                                                       | 1998      | |  |
| Trois chansons | sopraan, tenor, piano                                                                      | 1998      | Opgedragen aan Diane Verdoodt en Ludwig Van Gijsegem. Sonnets pour Hélène (Ronsard), Correspondances (Baudelaire), Et la mer et l'amour (Marbeuf) |  |
| You and I, three poems for high voice and piano                                                                      | sopraan, piano                                                                             | 1998      | Gedichten: The old bridge, The voice, The early morning |  |
| Canzone da sonar per orchestra                                                                                       | orkest                                                                                     | 1999      | Hommage aan het symfonieorkest van de Messiaen Academie |  |
| Canzoniere | sopraan, klarinet, piano                                                                   | 1999      | In opdracht van Provincie Overijssel. I Se la mia vita (Petrarca), II Perfeccion (Guillén), III Ossi de seppia (Montale), IV En la televisión (Guillén), V Carmen LXX (Cantullus) |  |
| Mis voor 2 gelijke stemmen ter gedachtenis aan Thomas à Kempis op Bergklooster te Zwolle                             | 2 sopranen                                                                                 | 1999      | Voor Bep en Clara |  |
| On the pulse of the morning: cantate voor sopraan- en tenorsolo, gemengd koor en orkest (gedicht van Maya Angelou)   | sopraan, tenor, koor (4 st.), orkest                                                       | 1999      | Geschreven voor Arise en zijn dirigent Wolfried Kaper. Opgedragen aan mijn vrouw, aan mijn kinderen en aan mijn kleinkinderen |  |
| Sonate per canto, clarinetto e pianoforte1                                                                           | zangstem, klarinet, piano                                                                  | 1999      | Naar een catilene van Jan Engelman (1900-1972) getiteld "Vera Janacopculos" |  |
| Sonnet (Jean de Sponde 1557-1595): sopraan, mezzosopraan, tenor en piano                                             | sopraan, mezzosopraan, tenor, piano                                                        | 1999      | |  |
| Triade voor kamerkoor                                                                                                | koor (4 st.)                                                                               | 1999      | |  |
| Cantus ecclesiasticus voor 3 gelijke stemmen (SSS of TTT)                                                            | 3 sopranen of 3 tenoren of koor                                                            | 2000      | |  |
| Deze nacht: gedicht van Rodhan Al-Khalici voor sopraan en piano                                                      | sopraan, piano                                                                             | 2000      | voor Bep en Harry Pierik |  |
| Drie Hymnen voor gemengd koor en orkest                                                                              | koor (4 st), orkest                                                                        | 2000      | Ter nagedachtenis van Rinus Luttikhuis. |  |
| Enschede huilt op tekst van Willem Wilmink voor eenstemmig koor (of voor solo) met piano, orgel of orkestbegeleiding | solo (of koor), piano/orgel/orkest                                                         | 2000      | Toelichting componist: Zetting voor SATB naar believen voor vrouwenkoor, mannenkoor of vocale solo. Ter nagedachtenis aan de vuurwerkramp op 13 mei 2000 |  |
| Fantasia per organo                                                                                                  | orgel                                                                                      | 2000      | Ter gedachtenis van Lucas Lindeboom in leven organist aan de Grote of St Michaëlskerk te Zwolle. Toelichting van de componist: De compositie is een aan zijn overlijden aangepaste versie van de in 1991 op zijn verzoek geschreven Fantasia |  |
| Klein ballet | piano                                                                                      | 2000      | Voor Rosanne Reuland |  |
| Lauden: 2 tenorsoli, gemengd koor en orkest                                                                          | Tenoren (2), koor (4 st.), orkest                                                          | 2000      | |  |
| Magnificat voor sopraan en tenor solo, twee vierstemmige koren en orgel                                              | sopraan, tenor, 2 koren (4 st.), orgel                                                     | 2000      | Toelichting componist: De compositie is gebaseerd op octotonisch materiaal. Het tweede koor dient bij voorkeur in de ruimte te worden opgesteld, al of niet met een tweede dirigent en in kleinere bezetting. |  |
| Miserere voor 2 sopranen, mezzosopraan en tenor                                                                      | SSMzsT                                                                                     | 2000      | Bezetting: kwartet of klein koor met 1 tenor of klein koor met enkele tenorstemmen |  |
| Punctus contra punctum I, bicinia voor sopraan en klarinet (cq basklarinet) op Latijnse poëzie                       | sopraan, klarinet                                                                          | 2000      | Poëzie van Gaius Valerius Catullus, Quintus Horatius Flaccus, Publius Ovidius Naso, Publius Vergilius Maro |  |
| Punctus contra punctum II, Drie psalmen voor gemengd koor en concerterende instrumentale bicinia                     | koor (4 st.), hobo, fagot of orgel [i.p.v hobo en fagot]                                   | 2000      | Toelichting componist: Volgorde psalmen is: 99-120-92. De concerterende instrumentale bicinia zijn in aanleg bedoeld voor hobo en fagot. Er kan, binnen die ligging, ook voor andere instrumenten gebruik worden gemaakt waaronder orgel met pregnante registratie. |  |
| Punctus contra punctum IV, strijkorkest                                                                              | strijkorkest                                                                               | 2000      | Voor het "Jong Strijkorkest Constantijn". Punctus contra punctum (I t/m IV) is de verzameltitel voor een serie composities in verschillende bezettingen |  |
| Requiem voor Bernard voor gemengd koor en bariton solo met orgelbegeleiding                                          | bariton, koor (4 st.), orgel                                                               | 2000      | Ter nagedachtenis aan Bernard Kruysen. |  |
| Punctus contra punctum III voor blaaskwintet, 3 strijkinstrumenten en piano                                          | fluit, hobo, klarinet, fagot, hoorn, viool, altviool, cello, piano                         | 2000/2001 | Delen: I Introductie, II Dialogen, III Chaconne, IV Ritornello, V Ad fugam en VI Epiloog |  |
| Apeiron: symphonische varianten                                                                                      | symfonieorkest (met een sopraansolo)                                                       | 2001      | Toelichting componist: Het materiaal is ontleend aan de natuurtonenreeks op Es met transposities naar de 15e en 11e natuurtoon D en A. |  |
| Canzoni per due voci e pianoforte                                                                                    | 2 mannenstemmen en Piano                                                                   | 2001      | Delen: Tu sei signora mia bella, L'infinito, Alla luna |  |
| Cori spezzati per 6 voci e strumenti fiato                                                                           | S, Msz, A, T, Bar, B, 2hb, fg, trp, hrn, trb                                               | 2001      | Materiaal: Psalm 112 + Anonymi sequentia. Toelichting componist bij sequentia: begroeting van de relikwie van Christus' doornenkroon bij de plechtige aankomst in de Ste Chapelle te Parijs in 1248 |  |
| Ladies and gentlemen, op gedichten van Elizabeth Barrett Browning, voor vocaal kwartet en piano                      | S, Msz, T, B                                                                               | 2001      | Voor "Song circle". The Lady's yes en A man's requierments |  |
| Praestant aeterna caducis, per coro misto, tenore e organo                                                           | koor (4 st.), tenor, orgel                                                                 | 2001      | Toelichting componist: De titel is ontleend aan een tekst in de gevel van het Vrouwenhuis aan de Melkmarkt te Zwolle |  |
| Punctus contra punctum V per clarinetto, viola e violoncello                                                         | klarinet, altviool, cello                                                                  | 2001      | |  |
| Punctus contra punctum VI, Rectus, inversus et contrarius per 4 strumenti fiato e pianoforte                         | fluit, hobo, fagot, hoorn, piano                                                           | 2001      | |  |
| Tönend bewegte Formen voor pianosolo                                                                                 | piano                                                                                      | 2001      | Voor Jan Jaap Nuiver. 1 oct. 2001 |  |
| Tönend bewegte Formen voor blaaskwintet, strijkkwintet en piano                                                      | fluit, hobo, klarinet, fagot, hoorn, 2 violen, altviool, cello, contrabas, piano           | 2001      | Voor het Valerius Ensemble. Toelichting componist: De titel is ontleend aan Eduard Hanslick's (1825-1904) definitie "Musik sind tönend bewegte Formen". Er is materiaal gehanteerd uit de 12 tonen met reminiscenties aan de natuurtonenreeks en de spankracht van het sekunde-interval. (voltooid in december 2001)                                                                                               |  |
| 6 Madrigali (Cante Alighieri) per coro mista                                                                         | koor (4 st.)                                                                               | 2002      | |  |
| Rilke Lieder (II) voor zangstem en piano                                                                             | sopraan, piano                                                                             | 2002      | Gedichten: I. Du warst so Kinderweisz. II. Eingang. III. Einsamkeit en IV. Der Tod der Geliebten. Naschrift en toelichting componist: Rilke had alle woorden. Ik heb deze liederen opgedragen, postuum, aan de nagedachtenis van mijn vrouw "Iets beters weet ik niet voor je" (19-12-2002) In memoriam Uxoris. Instrumentatie voor fluit, klarinet, hoorn, 2 violen, altviool, cello, vibrafoon in 2003.          |  |
| Thomas a Kempis (in monte Sancte Agnetis): oratorische scene voor tenor, bariton, koor en instrumenten               | tenor, bariton, koor (4 st.), hobo, althobo, altsaxofoon, fagot, 2 celli                   | 2002      | |  |
| Diptyque: cantate pour choeur, solistes et orchestre                                                                 | soli, koor, orkest                                                                         | 2002-2003 | I. Les Paroles (premier partie Esaie, deuxième partie Ezéchiel, troisième partie Jean, Quatrième partie Apocalypse de Jean) II. Reflets |  |
| Cantico di frate sole (Francesco di Assisi), per 5 voci uomini e 3 strumenti fiato                                   | tenor solo, 2 tenoren, 2 bassen, 3 blaasinstrumenten                                       | 2003      | |  |
| Canticum per canto e 2 strumenti fiato                                                                               | countertenor, fluit, fagot                                                                 | 2003      | |  |
| Flowering (Chenjerai Hove) uit: A writing life celebrating Nadine Gordimer voor sopraan, altviool en violoncello     | sopraan, altviool, cello                                                                   | 2003      | |  |
| Lontano voor 3 gelijke stemmen, blaasinstrumenten, vibrafoon en harmonium                                            | 3 sopranen, 3 fluiten, vibrafoon, harmonium                                                | 2003      | |  |
| Drei Mörike Lieder für mittlere Stimme und Klavierbegeleitung und ein Duet                                           | mezzosopraan, piano + sopraan, mezzosopraan, piano                                         | 2004      | Gebet; Zwiespalt; Keine Rettung; [Duet] im Autographenalben |  |
| Kwartet: clarinet, altviool, violoncello, piano                                                                      | klarinet, altviool, cello, piano                                                           | 2004      | |  |
| Melos voor fluit en slaginstrumenten                                                                                 | fluit, slagwerk (marimba, bongos, xylofoon)                                                | 2004      | |  |
| Zwei Mörike Lieder für Sopran und Klavierbegeleitung                                                                 | sopraan, piano                                                                             | 2004      | Gebet; An den Schlaf |  |
| Crucifixus voor tenorsolo, 3 vrouwenstemmen, 3 mannenstemmen, instrumentaal ensemble of orgel                        | tenorsolo, 2S, Msz, 2T, Bar, orkest of orgel                                               | 2004      | Ter gedachtenis aan Ber Joosen. Versie voor orgel 2004. Versie voor ensemble februari 2005. |  |
| Galaxies voor orkest en vrouwenkoor                                                                                  | vrouwenkoor, orkest                                                                        | 2005      | Toelichting componist: Voor Michiel Armijn als naklank van zijn promotie op 24 februari 2005 |  |
| Jubilate voor orgel solo. Hommage aan Klaas Jan Mulder                                                               | orgel                                                                                      | 2005      | |  |
| Monument voor Ida Gerhardt: sopraan, altsaxofoon, harp en declamatie                                                 | sopraan, spreekstem, altsaxofoon, harp                                                     | 2005      | |  |
| Panta Rhei (Herakleitos van Ephesos): sopraansolo, clarinet en piano                                                 | sopraan, klarinet, piano                                                                   | 2005      | Voor Anne |  |
| Quodlibet per 5 voci                                                                                                 | SSMzsTB                                                                                    | 2005      | Toelichting componist: Opgedragen aan alle eenzamen onder ons die geen gehoor vinden. |  |
| In hoc signo: quodlibet voor 2 jongensstemmen, 2 mannenstemmen en orgel                                              | 2 jongensstemmen (SA), tenor, bas, orgel                                                   | 2006      | |  |
| Kyrie en Agnus Dei voor 8 en 6-stemmig koor                                                                          | koor (6-8 st.)                                                                             | 2006      | Voor Kleinkoor Caprice |  |
| Linea voor strijkkwartet                                                                                             | 2 violen, altviool, cello                                                                  | 2006      | |  |
| Klank patronen voor strijksextet                                                                                     | 2 violen, 2 altviolen, 2 celli                                                             | 2006-2007 | |  |